# 김광민 (1985년)
김광민(1985년 12월 25일 ~ )은 대한민국의 전직 축구 선수이다. 선수 시절 포지션은 미드필더였다.

## 클럽 경력
2004년, K2리그의 수원시청 축구단에 입단하면서 커리어를 시작했다.